# Fábio Santos (football, 1985)
Pour les articles homonymes, voir Fábio Santos et Santos (homonymie).
Fábio Santos Romeu, plus communément appelé Fábio Santos est un footballeur international brésilien né le 16 janvier 1985, à São Paulo, évoluant au poste de défenseur au SC Corinthians.

## Biographie

### En club
Il arrive à l'AS Monaco lors du mercato hivernal 2008, avant de retourner au Brésil 6 mois plus tard, au Santos FC.
Lors de l'hiver 2009, il signe au Grêmio Porto Alegre, RS.
En janvier 2011, en fin de contrat à Grêmio, Fábio Santos s'engage en faveur des Corinthians.

### En sélection
Il finit troisième avec le Brésil des moins de 20 ans à la Coupe du monde de la catégorie en 2005. Il est appelé pour la première fois en sélection A par Mano Menezes pour disputer le Superclásico de las Américas en septembre 2012. Il fête sa première cape à cette occasion avec une victoire 2-1 contre l'Argentine.

## Palmarès

### En club
| - São Paulo FC - Copa Libertadores - Vainqueur : 2005. - Coupe du monde des clubs - Vainqueur : 2005. |  | - Grêmio Porto Alegre - Championnat Gaúcho - Champion : 2009. |  | - SC Corinthians - Campeonato Brasileiro Série A - Champion : 2011 et 2015. - Copa Libertadores - Champion : 2012. - Coupe du monde des clubs de la FIFA - Champion : 2012. |

### En sélection
- Brésil - 20 ans
  - Coupe du monde - 20 ans
    - Troisième : 2005.